# Fernando Gómez-Bezares
Fernando Gómez-Bezares Pascual (Logroño, La Rioja, España, 15 de enero de 1956) es un economista, profesor universitario y escritor español.

## Biografía
Estudió en el Colegio de las Escuelas Pías, trasladándose después a estudiar a la Universidad de Deusto, donde consiguió su doctorado en Ciencias Económicas y Empresariales. 
Es catedrático en la Deusto Business School en Bilbao y ha sido, durante más de treinta años, director del Departamento de Finanzas en la Universidad de Deusto. Fue también decano de la Facultad de Ciencias Económicas y Empresariales, vicerrector y presidente de la Comisión de Doctorado de dicha Universidad, además de director de varios postgrados. Pertenece al equipo de investigación de Finanzas, del que durante treinta años ha sido Investigador Principal, equipo reconocido por la Universidad de Deusto. En 2021 fue nombrado Profesor Emérito de la Universidad de Deusto.
Es profesor invitado de diferentes universidades en Europa y América, habiendo sido nombrado Profesor Honorario de la Universidad del Salvador de Buenos Aires. 
Ha escrito 26 libros y más de cien artículos sobre finanzas. Ha sido durante cuarenta años codirector del Boletín de Estudios Económicos y es director de la Biblioteca de Gestión DDB. Además, fue cofundador y primer presidente de la Asociación Española de Finanzas.
Fuera de la universidad ha colaborado con diferentes empresas e instituciones, mereciendo destacarse que ha sido miembro del consejo de administración de BBVA Asset Management o del de Caja Rioja, y ha sido responsable del Plan Estratégico de La Rioja, del Plan de Competitividad de La Rioja y del Plan Estratégico del Vino de Rioja 2005-2020.
En los últimos años ha centrado su interés en la ética financiera y en la sostenibilidad empresarial, siendo entre 2019 y 2021 vicepresidente de Spainsif (Foro de inversión sostenible de España).
En la década de 1980 desarrolló un método de selección de inversiones con riesgo denominado Valor Actualizado Penalizado (VAP).
En 1987 estableció una nueva división comarcal de La Rioja según criterios económicos.
Junto con el profesor Juan Jordano, diseñó una pirámide de ratios cuya versión más simplificada se expone en la figura.

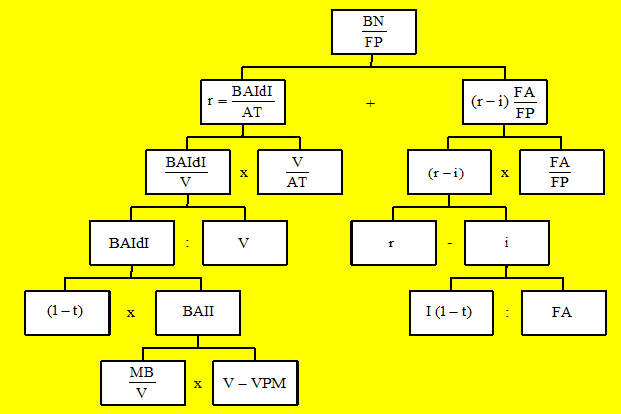

Se ha interesado por la eficiencia de los mercados financieros y los modelos de valoración de activos como el Capital Asset Pricing Model (CAPM), desarrollando, con otros colegas, un método original para testar conjuntamente ambos temas.

## Reconocimientos
En 1992 fue proclamado «Riojano del Año» y en 2008 se le concedió el premio «Mercurio Honorífico» en un evento organizado por el Club de Marketing de La Rioja y patrocinado por Adeslas y Telefónica. En 2010 se le otorgó el título de doctor honoris causa por la Universidad del Salvador de Buenos Aires. En el Centro Riojano Español de esta ciudad, en 2004, se le impuso la Insignia de Oro del centro. El 9 de noviembre de 2017 se le nombró «Economista Gran Reserva» (EGR) y pasó a ser «Colegiado de Honor EGR» del Colegio de Economistas de La Rioja (España); el presidente del Consejo General de Colegios de Economistas de España le impuso la «Insignia de Oro» de los economistas.
Es Caballero de Valvanera, habiendo sido Presidente del Capítulo entre 2002 y 2014. En 2017 fue nombrado Presidente Honorario del Capítulo de Caballeros de Valvanera.